# Nurmesjärvi (sjö i Norra Savolax)
Nurmesjärvi är en sjö i Finland. Den ligger i kommunerna Kuopio och Rautavaara i landskapet Norra Savolax, i den centrala delen av landet, 400 km nordost om huvudstaden Helsingfors. Nurmesjärvi ligger 110,1 meter över havet. Den är 18 meter djup. Arean är 8,29 kvadratkilometer och strandlinjen är 43,67 kilometer lång. Sjön  ingår i Vuoksens huvudavrinningsområde.   I omgivningarna runt Nurmesjärvi växer i huvudsak blandskog.
I övrigt finns följande i Nurmesjärvi:
- Onkisaari (en ö)
- Härkäsaari (en ö)
- Huutosaari (en ö)
- Orisaari (en ö)
- Lehtosaari (en ö)
- Varissaari (en ö)
- Ranttinen (en ö)
- Honkasaari (en ö)
- Iso-Junki (en ö)
- Pieni Hukkasaari (en ö)
- Hukkasaari (en ö)

I övrigt finns följande vid Nurmesjärvi:
- Myllypuro (ett vattendrag)